# La enigmo de l'ar@neo
 (février 2022).
La enigmo de l'ar@neo (L'énigme de l'ar@ignée) est un roman policier écrit en espéranto de l'écrivain catalan (espagnol) Abel Montagut. 

## Résumé
La protagoniste Eladi reçoit, de la part d’un inconnu signant IPS ILONO, une menace de mort visant son père. La personne anonyme envoie des messages avec des extraits de la littérature universelle. Son ami Kalu et la jeune enseignante Cecilja l’aident. Eladi communique le développement de la recherche à sa petite amie Miriam, absente à l'étranger.

## Style
Le roman prend la forme d'une succession d'emails. Abel Montagut utilise de nombreux néologismes en phase avec la modernité de l'atmosphère, les emails, l'environnement adolescent, les protagonistes, etc. Ainsi, enfin, l'auteur ajoute une liste appelée Glossaires, parmi lesquels beaucoup se réfèrent à des ouvrages bien connus tels que PIV, le Supplément au PIV de 1987, le Glossaire du néologisme d'Henri Vatré, le Dictionnaire espagnol-espéranto de Fernando de Diego et d'autres des œuvres connues.

## Matériel narratif
Un texte de la littérature est donné à chaque chapitre avec le contexte. 
En tant que pièce de théâtre, l'auteur introduit des allusions à des espérantistes bien connus, principalement de la soi-disant école ibérique. Dans ce contexte, le père du protagoniste serait une représentation de l'écrivain lui-même, car en fait l'un des thèmes clés de l'intrigue concerne un livre écrit par le père sur le déluge universel, derrière lequel se cache évidemment le poème d'Utnoa. Cela aurait été interprété par des étrangers comme un livre ésotérique plein de symboles liés aux Templiers. Ce problème serait lié à un groupe de néo-nazis qui compliquerait l'histoire.

## Critiques
Il existe plusieurs recensions,,.

## Autres versions
- Il existe également des versions en catalan et en espagnol à savoir :
  - (ca) L'enigma de l’arany@, Lleida, Pagès, 2000, 346 p. (ISBN 84-7935-665-0)
  - (es) El enigma de Dulwig (trad. Joaquim Biendicho), Lleida, Editorial Milenio, 2007, 240 p. (ISBN 978-84-9743-221-4)